# هامازاسب سرواندزیان
هامازاسب سرواندزیان (ارمنی: Համազասպ Սրվանձտյան؛ زاده ۱۸۷۳ – درگذشته ۱۸ فوریهٔ ۱۹۲۱) فدایی ارمنی، فرمانده نظامی که عضو فدراسیون انقلابی ارمنی بود.

## زندگی‌نامه
هامازاسب در ۱۸۷۳ در وان به دنیا آمد. وی برادرزاده گارگین سرواندزیانس بود. هامازاسب ابتدا عضو حزب آرمناکان بود سپس به فدراسیون انقلابی ارمنی پیوست. پس از اتمام مدرسه وی شروع به یادگیری صنایع دستی به عنوان یک جواهرساز و ساعت‌ساز نمود. از همان نوجوانی در جنبش آزادی‌بخش ملی ارمنی شرکت می‌نمود. برای جلوگیری از آزار و اذیت توسط دولت عثمانی از وان به ایروان و سپس شوشی نقل مکان نمود. وی در درگیری‌های ارمنیان و تاتارها در سال‌های ۰۷–۱۹۰۵ شرکت نمود. هامازاسب به ویژه به دلیل نبرد دره آسکران در ۲۲ اوت ۱۹۰۵ شناخته شده است.

## جستارهای وابسته

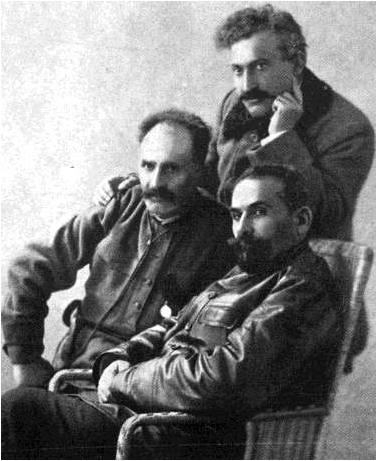